# سفيريكاربوس تكسانوس
سفيريكاربوس تكسانوس والمعروف باسم بالون وورت تكساس، هو نوع من النباتات الكبدية، ويُوجد في الأمريكيتين، شمال إفريقيا، وأوروبا.

## الوصف
سفيريكاربوس تكسانوس هي نباتات كبدية صغيرة ثالوسية ثنائية المسكن. يتميز هذا النوع بالتمييز الجنسي، حيث تكون النباتات الذكرية عادةً بقطر 3-5 مم، بينما تصل النباتات الأنثوية إلى قطر 12 مم. كلا النباتات الذكرية (الحاملة للأنثريديا) والأنثوية (الحاملة للسدين) تكون ذات لون أخضر زاهي، ويتفرع الثالوس عدة مرات. هذا النبات هو نبات سنوي شتوي، يظهر في الخريف ويموت في الربيع. بشكل ملحوظ، تتواجد الأبواغ في مجموعات من أربعة تُسمى تترادات. وعلى عكس معظم الأنواع الأخرى من النباتات الكبدية، تبقى الأبواغ في هذه التترادات حتى تنبت.

## الموطن
يُوجد النبات على التربة المسطحة المظللة بشكل خفيف، وعادةً بجانب الطرقات.

## التوزيع
سفيريكاربوس تكسانوس له انتشار واسع، ربما الأوسع بين أي نوع في جنسه. لقد وُجد في عدة قارات، بما في ذلك الولايات المتحدة، وأوروغواي، وإنجلترا، وألمانيا، وفرنسا، والمغرب.